# Jan I opolski
Jan I (urodzony pomiędzy 1410 a 1413 rokiem – zmarł 5 września 1439), książę opolski razem z bratem Mikołajem I w latach 1437-1439.

## Życiorys
Jan I był drugim pod względem starszeństwa synem księcia opolskiego Bolka IV i Małgorzaty pochodzącej z leżącego we Włoszech hrabstwa Gorycji. 
Po śmierci ojca w 1437, Jan został razem z bratem Mikołajem I księciem opolskim. 6 października 1438 Jan I uznał się lennikiem Kazimierza Jagiellończyka w związku z wysunięciem jego kandydatury na tron w Czechach, jednak wobec rezygnacji króla polskiego z tytułu ostatecznie zaakceptował władzę Albrechta Habsburga (oficjalnie nastąpiło to we Wrocławiu 3 grudnia 1438). 
Jan I Opolski zmarł jako kawaler 5 września 1439. Nie zachowały się wiadomości, gdzie został pochowany. Nie pozostawił również potomstwa, a całość jego dziedzictwa przejął młodszy brat Mikołaj I. 